# Cratere Taaroa
Taaroa è un cratere sulla superficie di Rea.